# Nectarie din Eghina
Sfântul Ierarh Nectarie din Eghina (n. 1 octombrie 1846, Silivri, Imperiul Otoman – d. 8 noiembrie 1920, Atena, Regatul Greciei) a fost un episcop de Pentapolis în Libia și ctitor al mănăstirii „Sfânta Treime” de pe insula Eghina. În 1961 Sfântul Sinod al Bisericii Constantinopolului l-a proclamat sfânt, prăznuirea lui făcându-se în ziua de 9 noiembrie (întrucât pe 8 noiembrie, ziua morții sale, sunt sărbătoriți Sfinții Arhangheli, Sfântul Nectarie din Eghina este sărbătorit în ziua următoare).

## Viața
Sfântul Nectarie s-a născut într-o familie săracă de pe malul Mării Marmara. Părinții săi, Dimos și Maria Kefalas, i-au dat numele de Anastasios. La vârsta de 14 ani a plecat la Constantinopol ca să lucreze și să se școlească. La Constantinopol a avut o chiar o slujbă de vânzător la o tutungerie. Pe punguțele de tutun scria citate din Sfânta Scriptură și Sfinții Părinți, pentru ca oamenii să le citească atunci când deschideau aceste pachețele.
În 1866, la vârsta de 20 de ani, Sfântul Nectarie pleacă în insula Chios ca să predea ca învățător. Aici devine călugăr, cu numele de Lazăr, la 7 noiembrie 1876, în celebra mănăstire Nea Moni. Un an mai târziu a devenit diacon și a depus voturile perpetue, primind numele de Nectarie. Prin generozitatea unui creștin bogat din insulă și cu ajutorul patriarhului Sofronie al IV-lea al Alexandriei, a putut să-și completeze studiile la Atena și să obțină, în 1885, o diplomă a Facultății de Teologie din cadrul Universității Othoniene din Atena.
Tot în 1885 Nectarie a plecat la Alexandria (Egipt), unde a fost hirotonit preot la biserica Sfântul Nicolae din Cairo. Câțiva ani mai târziu, în 1889, a fost hirotonit episcop și numit mitropolit al Pentapolei (eparhie corespunzând în acea vreme Libiei superioare) de către patriarhul Sofronie, care l-a numit și predicator, secretar patriarhal și reprezentant al său la Cairo.
Dar după doar un an a fost alungat din Egipt în urma calomniilor unor clerici invidioși. A trebuit să se întoarcă la Atena, singur, nebăgat în seamă, disprețuit, în mari lipsuri materiale. A rămas câțiva ani predicator (1891-1894), iar apoi a fost numit director al școlii teologice Rizarios, care forma viitori preoți. A rămas 15 ani în acest post ecleziastic.
În 1904, la cererea mai multor fiice duhovnicești care-și doreau să devină călugărițe, a ctitorit mănăstirea „Sfânta Treime” de pe insula Eghina, devenită azi unul din marile locuri de pelerinaj din lumea ortodoxă. În decembrie 1908, la vârsta de 62 de ani, sfântul Nectarie și-a dat demisia din postul de director al școlii teologice și s-a retras în mănăstirea sa din Eghina, unde a rămas până la sfârșitul vieții.
A murit la 9 noiembrie 1920, în urma unui cancer de prostată care l-a chinuit un an și jumătate. A fost înmormântat în mănăstirea sa de către ieromonahul iconar Sava, care mai târziu a pictat prima icoană a sfântului.
În 1953 moaștele sale au fost mutate într-un alt mormânt. Pomenirea mutării moaștelor sale se face în ziua de 3 septembrie.
La data de 20 aprilie 1961 Patriarhia Ecumenică a Constantinopolului a recunoscut cultul de care se bucura deja sfântul și l-a proclamat sfânt al Bisericii, cu pomenirea pe 9 noiembrie.

## Opere
Traduse în limba română
- Pachet - Sf. Nectarie - Vindecarea sufletului, editura Sophia, București
- Seria de autor Sfântul Nectarie de Eghina, editura Doxologia, Iași
- Sfântul Nectarie de Eghina, Despre îngrijirea sufletului, Editura Sophia, București, 2009
- Sfântul Nectarie din Eghina, Un portret al omului, Editura Sophia, Metafraze, București, 2015

## În cultura populară
Viața lui Nectarie este descrisă în filmul Omul lui Dumnezeu (2021), scris și regizat de Yelena Popovic. Rolul său a fost interpretat de Aris Servetalis.